# تیوبیاکوو
تیوبیاکوو (به لاتین: Tyubyakovo) یک منطقهٔ مسکونی در روسیه است که در باشقیرستان واقع شده‌است.